# 480i
Il 480i è un formato del segnale video a definizione standard, usato nei paesi che adottano lo standard analogico NTSC, standard di cui costituisce in effetti la versione digitale.

Differenze tra formati video 480i, 480p, 576i, 576p, 720p, 1080i e 1080p

Il nome 480 identifica una risoluzione verticale di 480 linee mentre la i indica che questa risoluzione è da intendersi come interlacciata. La risoluzione orizzontale, invece, è di solito di 720 pixel.
La frequenza di semiquadro del formato è di (60/1.001 ≈) 59.94 hertz per la televisione a colori, e può essere arrotondata a 60 Hz. La notazione del formato può includere questa frequenza, diventando 480i60, 480i/60 (notazione EBU) o anche 480/60i. Esiste anche una versione progressiva del formato, la 480p/30.
Nei paesi standardizzati a 60 Hz, il formato 60i è il più adatto (e diffuso) in ambito televisivo e di diffusione e creazione di materiali per la fruizione via CRT. Nel caso del 30p abbiamo una scansione di 30 quadri interi senza alcuna tecnica di interlacciamento. Questa scelta, offerta dai camcorder di ultima generazione, restituisce un caratteristico effetto di flickering simile a quello prodotto dalla proiezione di contenuti girati in pellicola. Proprio per questo il sistema progressivo, e nello specifico il 24p, sta prendendo piede in tutti quei campi contigui al Cinema Digitale e al mondo del Cortometraggio in video. Il formato 24p è particolarmente utile nell'eventualità si debba procedere ad un trasporto su pellicola dei contenuti girati in video proprio per l'assenza dei semiquadri e per il medesimo frame rate della pellicola, il che consente un diretto rapporto fra fotogramma video, fotogramma in pellicola e scansione temporale.
La risoluzione in pixel del fotogramma NTSC dipende dal veicolo di diffusione o creazione. Queste le risoluzioni NTSC più in uso:
- Ambito Televisivo: 646x486
- NTSC DV: 720x480
- D1 NTSC (ITU-R 601): 720x486